# چو بیونگ سه
چو بیونگ سه Cho Byoung-se (زاده ۲۰ مارس ۱۹۴۹) اقتصاددان و استاد دانشگاه کره جنوبی است.

## تحصیلات
در فوریه ۱۹۸۸ از دانشگاه ملی سئول، با مدرک کارشناسی ارشد در سیاست گذاری عمومی فارغ‌التحصیل شد. در فوریه ۱۹۹۴ دکترای اقتصاد را در دانشگاه هانیانگ دریافت کرد.

## شغل دانشگاهی
- ۱۹۹۳–۱۹۹۴ مشاور پژوهشی، KAIST (موسسه علوم و فناوری پیشرفته کره)، کره
- ۱۹۹۶–۱۹۹۷ استاد کمکی، دانشگاه نیو ساوت ولز (UNSW)، استرالیا
- مارس ۲۰۰۱–استاد کنونی دانشگاه هانیانگ ; کشور کره،
- ژانویه ۲۰۰۴ - سپتامبر ۲۰۰۵، استاد دانشگاه پنسیلوانیا، «اقتصاد سیاسی کره» و «اقتصاد سیاسی کره شمالی» را تدریس کرد.
- سپتامبر ۲۰۰۷ - ژانویه ۲۰۰۸، استاد دانشگاه دولتی شرق‌شناسی تاشکند. ازبکستان
- مارس ۲۰۱۱ - ژوئیه ۲۰۱۳ استاد تبادل، دانشگاه Chengchi (NCCU); تایپه، تایوان[۱]
- اکتبر ۲۰۱۳ - تا کنون استاد مدعو، دانشگاه Jagiellonian، کراکوف، لهستان[۲]

## کتاب‌ها
- درک سیاست کره، کتاب درسی NCCU، ۲۰۱۲
- درک اقتصاد کره، کتاب درسی NCCU، ۲۰۱۲
- آهنگ Taizu Zhao Guangyin (کره ای)، Taebong، ۲۰۱۱
- شنیدن صدای ریزش باران بر فراز گل کدو در حصار، Maewon، ۲۰۱۰
- کسانی که کوه‌ها را دوست دارند (کره ای)، مجموعه ای از مقالات، Shinsin، ۱۹۹۹
- اقتصاد کره و اقتصاد چین (کره ای)، Daewoong، ۱۹۹۴
- Youngdong, This Youngdong (کره ای)، تحقیقات منطقه ای، Shinsin، ۱۹۹۰
- ردپای ناحیه Youngdongگ (کره ای)، تحقیقات منطقه ای، Shinsin، ۱۹۹۳